# الجحى (شبام)

تعديل مصدري - تعديل

الجحى هي إحدى قرى عزلة شبام بمديرية شبام التابعة لمحافظة حضرموت، بلغ تعداد سكانها 70 نسمة حسب تعداد اليمن لعام 2004.